# Codice ATCvet QI03
Il codice ATCvet QI03 "Immunologici per Caprinae" è un sottogruppo del sistema di classificazione Anatomico Terapeutico e Chimico, un sistema di codici alfanumerici sviluppato dall'OMS per la classificazione dei farmaci e altri prodotti medici. Il sottogruppo QI03 fa parte del gruppo anatomico QI, farmaci per uso veterinario Immunologici.
Numeri nazionali della classificazione ATC possono includere codici aggiuntivi non presenti in questa lista, che segue la versione OMS.

## QI03A Capra

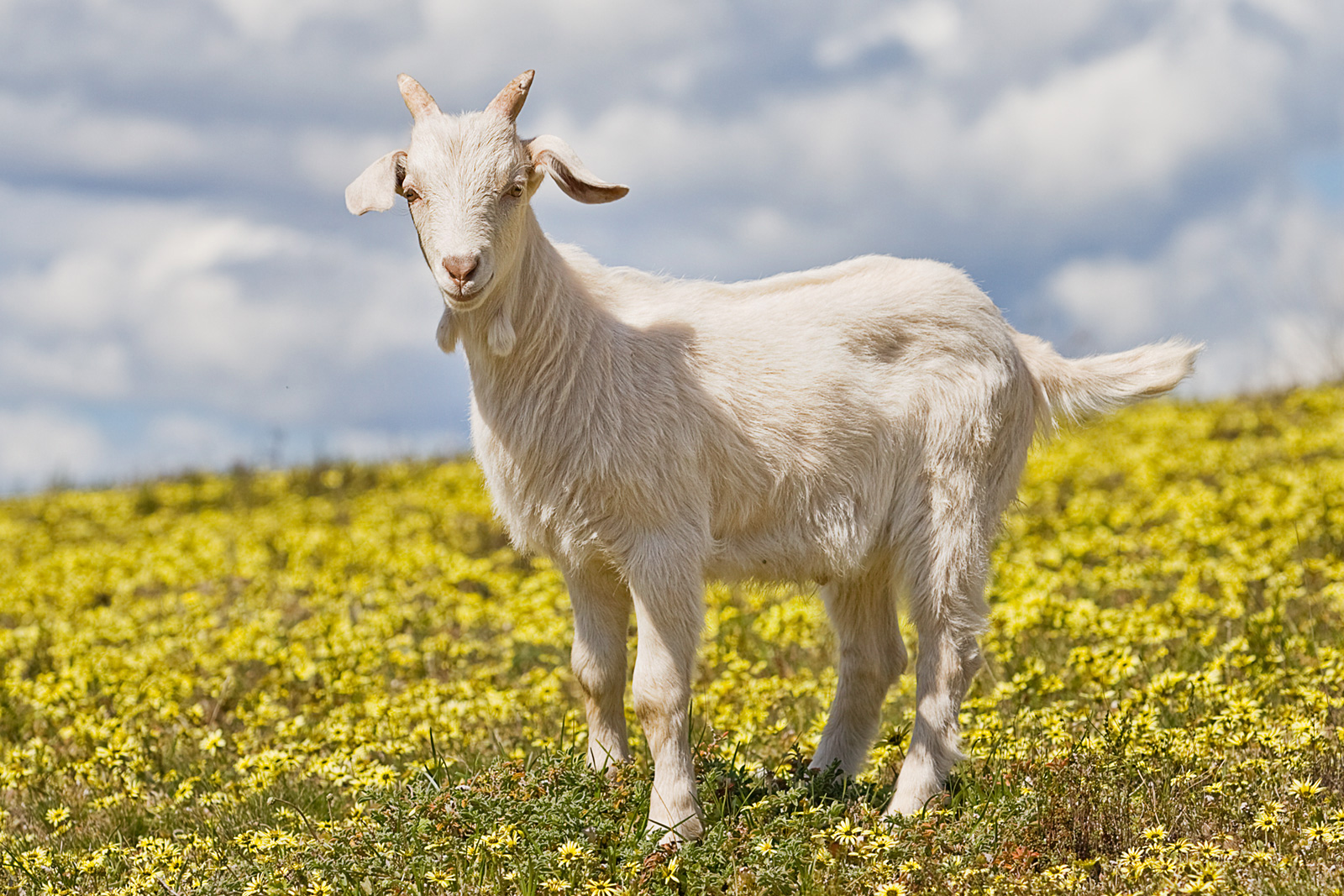
Capra

### QI03AA Vaccini inattivati virali
Gruppo vuoto

### QI03AB Vaccini inattivati batterici  (inclusi mycoplasma, tossoidi e chlamydia)
QI03AB01 Mycobacterium

### QI03AC Vaccini inattivati batterici  e antisieri
Gruppo vuoto

### QI03AD Vaccini vivi virali
Gruppo vuoto

### QI03AE Vaccini vivi batterici
QI03AE01 Mycobacterium

### QI03AF Vaccini vivi batterici e virali
Gruppo vuoto

### QI03AG Vaccini vivi e vaccini inattivati batterici
Gruppo vuoto

### QI03AH Vaccini vivi  e vaccini inattivati virali
Gruppo vuoto

### QI03AI Vaccini vivi virali e vaccini inattivati batterici
Gruppo vuoto

### QI03AJ Vaccini vivi  e vaccini inattivati virali e batterici
Gruppo vuoto

### QI03AK Vaccini inattivati virali e Vaccini vivi batterici
Gruppo vuoto

### QI03AL Vaccini inattivati virali e vaccini inattivati batterici
Gruppo vuoto

### QI03AM Antisieri, preparazioni di immunoglobuline, e antitossine
Gruppo vuoto

### QI03AN Vaccini vivi antiparassitari
Gruppo vuoto

### QI03AO Vaccini inattivati antiparassitari
Gruppo vuoto

### QI03AP Vaccini vivi antifungini
Gruppo vuoto

### QI03AQ Vaccini inattivati antifungini
Gruppo vuoto

### QI03AR Preparazioni diagnostiche in vivo
Gruppo vuoto

### QI03AS Allergeni
Gruppo vuoto

### QI03AT Preparazioni del colostro e sostituenti
Gruppo vuoto

### QI03AU Altri vaccini vivi
Gruppo vuoto

### QI03AV Altri vaccini inattivati
Gruppo vuoto

### QI03AX Altri immunologici
Gruppo vuoto

## QI03X Capre, altri
Gruppo vuoto